# Peder Søren Lemche
Peder Søren Lemche (født 2. februar 1835 i Gentofte Sogn, død 13. august 1901 i Hellerup) var en dansk landmand kendt som sangskriver og komedieforfatter.
Peder Lemche ejede Nordre Onsgård i Hellerup, som oprindeligt lå på Gentoftegade over for Gentofte Hotel, men som blev flyttet mod øst under udskiftningen. Han ville have studeret, men blev gårdmand efter faderens ønske, gårdejer Søren Johansen Lemche på Svejgård i Hellerup, dengang Gentofte Sogn. Moderen var Johanne, født Pedersdatter. Nordre Onsgård var blevet opført 1824 af Anders Nielsen, der to år efter ægtede Sidsel Kirstine Lemche. Efter mandens død 1834 ægtede hun Peter Andersen (1800-1862) fra Bregnegård. Da Peter Andersen og Kirstine gik på aftægt i 1861 bestemte Kirstine, at hendes brorsøn Peder Lemche skulle overtage gården. 
Peder Lemches kone, som han havde ægtet 1861, Karen Magdalene (født Jacobsen 1838) fra Teglgården, døde af blodforgiftning på Onsgård 29. november 1887. Deres søn Søren Lemche var en kendt arkitekt, mens en anden søn, Johan Henrich Lemche, var kredslæge og gift med Gyrithe Lemche.
Allerede i Kirstine Lemches tid var Nordre Onsgård knyttet til Hartmann-familien af komponister, idet J.P.E. Hartmann boede på gården om sommeren.
Som forfatter er Lemche bl.a. kendt for "Den lille Ole med Paraplyen".
Lemche var ikke en særlig dygtig landmand, men tjente til gengæld penge på frasalg af sine jorder. Som en af de sidste landmænd i sognet har Lemche navngivet en række veje på sine tidligere arealer i Gentofte Kommune, således Aurehøjvej (tidligere Orehøjvej), Onsgårdsvej og Lemchesvej (alle 1888). Det var også Lemche, som donerede grunden, hvor Hellerup Kirke blev opført. Nordre Onsgård blev revet ned i 1903.
Peder Lemche var medlem af Gentofte Sogneråd 1872-76 og 1889-94. Han var også frimurer.
Peder Lemche er begravet på Gentofte Kirkegård, hvor gravstens relief formentlig er udført af Ludvig Brandstrup.